# Kennedy Lake (Vancouver Island)
Der Kennedy Lake ist der größte See auf Vancouver Island in der kanadischen Provinz British Columbia. 

## Lage
Der See befindet sich nördlich der Stadt Ucluelet an der zentralen Westküste der Insel. Der See entsteht hauptsächlich durch den Zusammenfluss des Clayoquot- und des Kennedy Rivers. Der Abfluss erfolgt über einen kurzen Lauf des Kennedy Rivers in den Tofino Inlet. Der See hat auch einen ausgedehnten Nord-Arm, der Clayoquot Arm genannt wird. Die Naturattraktionen der Region haben dazu geführt, dass Teile davon staatlicherseits vor Holzeinschlag geschützt werden. Zu den Schutzgebieten, die sich am See befinden, gehören der Clayoquot Plateau Provincial Park, Clayoquot Arm Provincial Park, Kennedy Lake Provincial Park und der Kennedy River Bog Provincial Park. Außerdem liegt er im Clayoquot Sound Biosphere Reserve, einem von der UNESCO anerkanntem Biosphärenreservat. Der See ist ein beliebtes Naherholungsgebiet für Bootsfahrer und Angler. Das Gewässer ist ein wichtiges Laichgebiet für den Rotlachs und andere Arten von Lachsen und Forellen.
Der See gehört zum Stammesgebiet der Tla-o-qui-aht First Nations, und wurde nach dem letzten Gouverneur der Kolonie von Vancouver Island, Sir Arthur Kennedy, benannt.